# Паула Рібо
Рігоберта Бандіні (справжнє ім’я: ісп. Paula Ribó González) — іспанська співачка, композиторка, письменниця та акторка озвучування, яка прославилася завдяки своїм яскравим феміністичним гімнам і електропоп-звучанню.

## Ранні роки та освіта
Паулa народилася 30 квітня 1990 року в Барселоні, Іспанія. З юного віку займалася музикою, театром та озвучуванням. Уже в дитинстві вона озвучувала персонажів у фільмах, зокрема — Герміону у перших частинах Гаррі Поттера для іспанського дубляжу.
Закінчила театральну школу Institut del Teatre de Barcelona.

## Початок музичної кар’єри
Перший музичний проект — жіноче тріо The Mamzelles, з яким вона виступала з 2010-х. Згодом розпочала сольну кар’єру під псевдонімом Rigoberta Bandini, натхненним іменем письменниці Рігоберти Менчу та прізвищем персонажа Артуро Бандіні (героя романів Джона Фанте).
Її перші сольні пісні, як-от “Too Many Drugs”, “In Spain We Call It Soledad” і особливо “Perra”, одразу стали популярними, зокрема у TikTok.

## Успіх і популярність

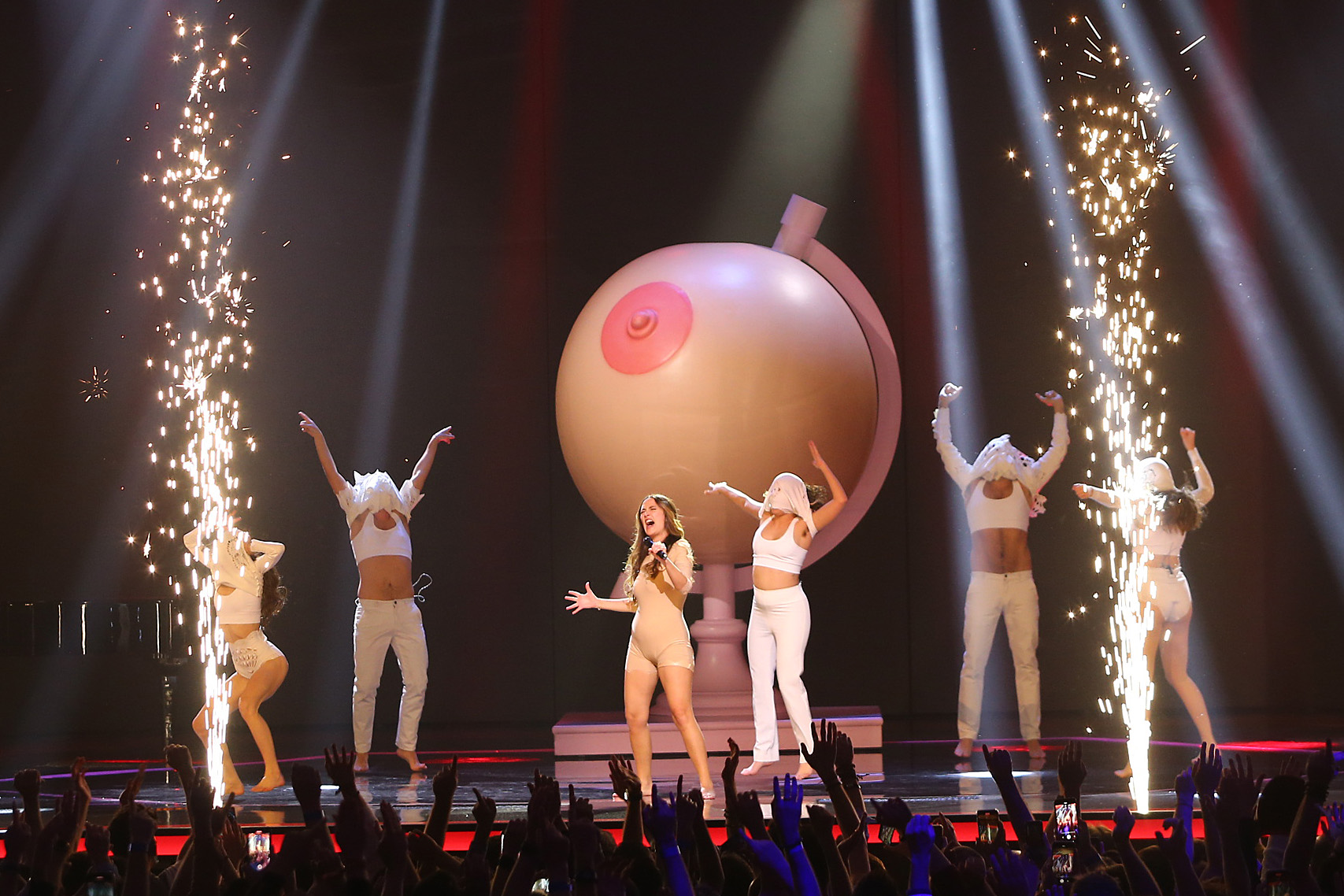
Рігоберта Бандіні на Benidorm Fest (2022)

У 2022 році Rigoberta Bandini привернула увагу всієї країни, взявши участь у національному відборі Benidorm Fest до Євробачення з піснею “Ay mamá” — феміністичним гімном про материнство і жіноче тіло. Пісня стала справжнім хітом, хоч і не перемогла в конкурсі.

## Нагороди
Премія Goya (2024) — за найкращу оригінальну пісню (“Solo quiero amor”).
Премії MIN (2021) — “Найкращий новий артист” та “Найкраща пісня”.
Премія ARC (2021) — “Артист-відкриття року”.

## Додаткові факти
У 2023 році випустила свій дебютний альбом “La Emperatriz”.
Має сина, якого часто згадує в інтерв’ю.
Її тексти поєднують соціальну критику, гумор і ніжність.